# Hexanchiformes
Als Hexanchiformes bezeichnet man eine recht primitive Ordnung von Haien, bestehend aus zwei Familien mit insgesamt sieben Arten. Die Tiere werden im Deutschen manchmal als Grauhaiartige bezeichnet. Die Bezeichnungen Kammzähnerhaie und Kragenhaie als Trivialnamen der beiden Familien der Ordnung werden gelegentlich für die ganze Ordnung verwendet.
Typisch für die Haie dieser Ordnung ist der Besitz einer einzigen, stachellosen Rückenflosse; im Unterschied zu anderen Ordnungen der Squalomorphii (z. B. die Dornhaiartigen) besitzen sie eine Afterflosse. Im Gegensatz zu anderen Haiarten, die für gewöhnlich mit fünf Kiemenspalten ausgestattet sind, besitzen die Hexanchiformes sechs oder sieben.

## Systematik
Die Ordnung unterteilt sich in zwei Familien:
- Die Kragenhaie (Chlamydoselachidae) im engeren Sinne, manchmal auch als Krausenhaie bezeichnet, umfassen die Arten Chlamydoselachus anguineus und Chlamydoselachus africana.[1]
- Die Kammzähnerhaie (Hexanchidae), auch Grauhaie genannt, umfassen fünf Arten in drei Gattungen. Der Bezeichnung „Grauhaie“ ist jedoch nicht eindeutig und wird zuweilen auch für die Requiemhaie (Carcharhinidae), eine nicht verwandte Familie aus der Ordnung der Grundhaie (Carcharhiniformes) verwendet.